# Bernd Jahnke (Wirtschaftsinformatiker)
Bernd Jahnke (* 11. Mai 1947 in Todtenhausen) ist ein deutscher Wirtschaftsinformatiker, Wirtschaftswissenschaftler und Professor an der Eberhard Karls Universität Tübingen.

## Werdegang
Bernd Jahnke wurde 1979 an der Universität Hamburg promoviert. Dort erfolge auch die Habilitation im Jahr 1986. Im selben Jahr wurde er auf die C4-Professur Betriebswirtschaftslehre VI, insbesondere Wirtschaftsinformatik an der Eberhard Karls Universität Tübingen berufen. Dort lehrte und forschte er bis zu seiner Emeritierung im Jahr 2012.
Seine Arbeitsschwerpunkte sind Business Intelligence, Projektmanagement und Risikomanagement.

## Werke (Auswahl)
- Bernd Jahnke, Friederike Wall: IT-gestützte betriebswirtschaftliehe Entscheidungsprozesse Festschrift für Dieter Preßmar zum 65. Geburtstag. Springer Fachmedien, Wiesbaden, 2001, ISBN 978-3-663-05865-6
- Bernd Jahnke: Gestaltung leistungsfähiger Nummernsysteme für die DV-Organisation. Dissertation, Uni Hamburg, Minerva, München, 1979, ISBN 978-3-597-10073-5
- Bernd Jahnke: Betriebliches Recycling : produktionswirtschaftl. Probleme u. betriebswirtschaftl. Konsequenzen. Habil.-Schrift, Uni Hamburg, Gabler, Wiesbaden, ISBN 978-3-409-13330-2
- Martin Kern, Bernd Jahnke: Gestaltung netzbasierter Planspiel-Lernarrangements (NPL). In: Wirtschaftsinformatik. Heft 1, 2003, S. 727–746
- Georg Fehling, Bernd Jahnke: Wirtschaftsinformatik und Ethik – Komplementarität oder Konkurrenz? (Zur Diskussion Gestellt). In: Informatik-Spektrum, Jg. 22, Heft, 3, 1999, S. 197–205
- Bernd Jahnke, Hans-Dieter Groffmann, Stephan Kruppa: On-Line Analytical Processing (OLAP). In: Wirtschaftsinformatik, Jg. 38, Heft 3, 1996, S. 321–324
- Bernd Jahnke, Michael Bächle, Monika Simoneit: Modelling sales processes as preparation for ISO 9001 certification. In: International Journal of Quality & Reliability Management, Jg. 12, Heft 9, 1995, S. 76–99